# Lagdo-Stausee
Der Lagdo-Stausee ist ein Stausee am Benue in Kamerun.

## Lage

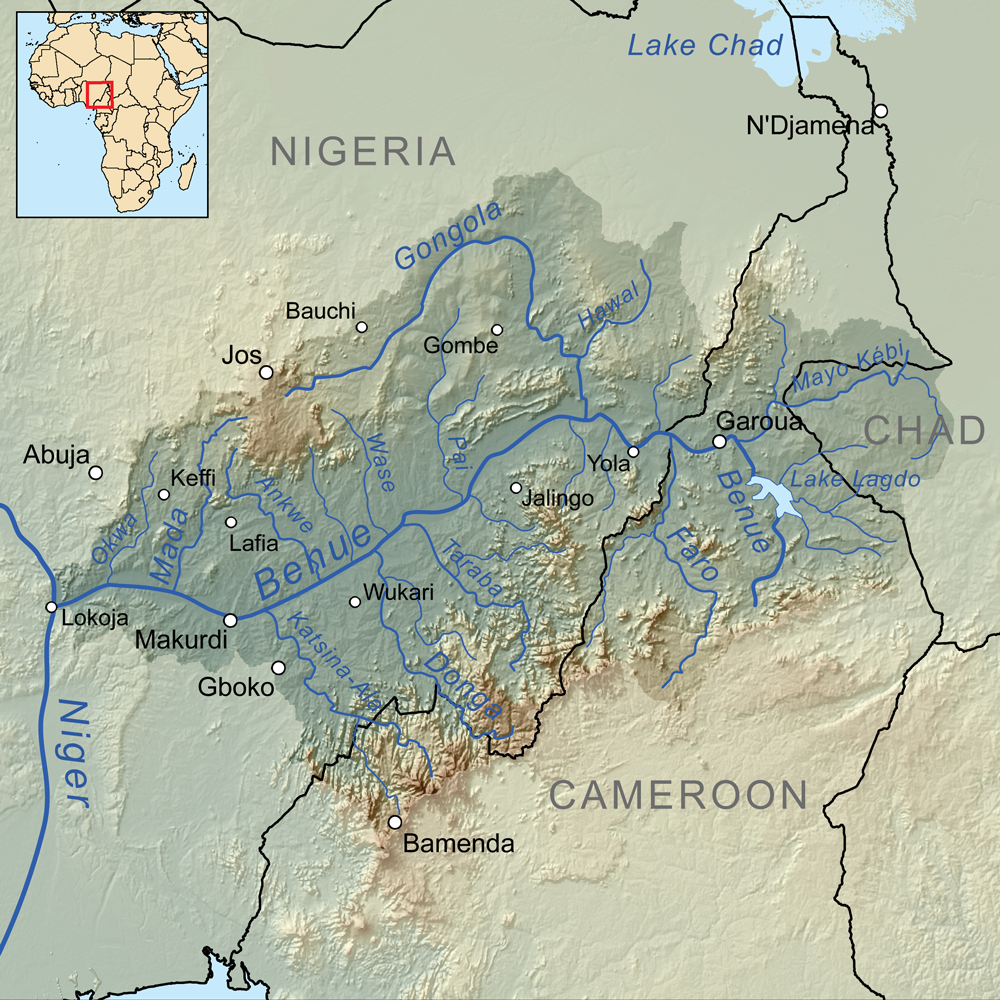
Lage des Lagdo-Stausee im Einzugsgebiet des Benue (Mitte rechts)

Der See befindet sich in der Region Nord. Er liegt etwa 50 km südlich der Stadt Garoua. Der See hat eine Fläche von 586 km², von denen der größte Teil im Département Mayo-Rey, ein kleinerer Teil einschließlich des Stauwerks im Département Bénoue liegt. Wichtigste Zuflüsse sind Mayo Godi, Mayo Rey und Mayo Oldiri. Am Stauwerk liegt der Ort Lagdo, unweit des Sees am Mayo Rey die Stadt Rey Bouba.

## Absperrbauwerk
Das Absperrbauwerk ist ein Steinschüttdamm mit einer Länge von 308 m und einer Höhe von 40 m. Der Staudamm wurde von 1977 bis 1982 mit chinesischer Unterstützung (China International Water & Electric Corp.) zur Versorgung Nordkameruns mit Elektrizität errichtet.

## Kraftwerk
Das Kraftwerk Lagdo verfügt über eine installierte Leistung von 72 MW. Es ging 1982 in Betrieb. Die 4 Turbinen des Kraftwerks leisten jede maximal 18 MW.